# 雷克托 (阿肯色州)
雷克托（英語：Rector）是一個位於美國阿肯色州克萊縣的城市。

## 地理
雷克托的座標為36°15′48″N 90°17′36″W / 36.26333°N 90.29333°W，而該地的平均海拔高度為87米（即285英尺）。

## 人口
根據2020年美國人口普查的數據，雷克托的面積為3.53平方千米，皆為陸地。當地共有人口1862人，而人口密度為每平方千米527人。